# Виктория (фильм, 2015)
«Виктория» (нем. Victoria) — немецкий кинофильм режиссёра Себастьяна Шиппера, вышедший на экраны в 2015 году. Особенностью ленты является то, что она была полностью снята одним непрерывным дублем. Премьера фильма состоялась на 65-м Берлинском международном кинофестивале, где он получил награду за выдающиеся художественные достижения. Картина также получила награду Deutscher Filmpreis в шести номинациях, в том числе за лучший фильм.

## Сюжет
Девушка из Испании по имени Виктория, перебравшаяся в Берлин три месяца назад, работает в кафе. Она никого не знает в этом городе и не говорит по-немецки. Покидая клуб в четыре утра, она знакомится с четырьмя молодыми людьми, которых не пускают в клуб. Они предлагают ей прогуляться по городу и показать «настоящий Берлин», на что она даёт согласие. Девушка особенно сближается с парнем по имени Зонне, и когда тот просит помочь им в одном деле, без колебаний отправляется с ними. Она и не подозревает, что этим делом окажется ограбление банка...

## История создания
В силу специфики съёмки одним дублем был написан короткий сценарий на двенадцать страниц. Это отразилось на диалогах, которые по большей части были импровизацией актёров.
Оператор выбрал для съёмки компактную кинокамеру Canon EOS C300, поскольку уже имел опыт работы с ней. Из-за технических ограничений фильм снимался единственным объективом, без традиционного стедикама и без внешнего носителя информации, на две карты CompactFlash 64 ГБ. Масса камеры с клеткой-стабилизатором RedRock составляла около 5,5 кг. 
Для получения финансирования режиссёр гарантировал инвесторам запасную «монтажную» версию фильма на случай, если снять ленту одним кадром не получится. Материал для «монтажной» версии был снят в ходе репетиций отрывками по 10 минут, и оставшегося времени и бюджета хватило на съёмки ровно трёх дублей одним кадром..
Себастьян Шиппер забраковал первые два полных дубля: в самом первом актёры и группа вели себя слишком скованно, боясь ошибки, во втором наоборот — чересчур развязно и бесконтрольно. Монтажная версия в технике джамп-кат режиссёру тоже не понравилась.
Третий дубль, выбранный в качестве окончательного, был снят 27 апреля 2014 года с половины пятого до семи утра в берлинских районах Кройцберг и Митте. Режиссёру и оператору ассистировали три ассистента режиссёра и шесть групп звукозаписи на площадке. В процессе съёмок было задействовано 150 статистов.
В сцене финальной погони режиссёр руководил съёмкой лёжа в багажнике и допустил ошибку, дав команду на поворот раньше, чем требовалось. В результате автомобиль с актёрами оказался в аллее, где размещались автомобили съёмочной группы и массовка. Однако оператор Стурла Грёвлен быстро увёл камеру на актёров, и это не попало в кадр. По словам режиссёра, общее замешательство героев внутри машины при этом выглядело очень аутентичным. .

## В ролях
- Лайа Коста — Виктория
- Фредерик Лау — Зонне
- Франц Роговский — Боксер
- Бурак Йийит — Блинкер
- Макс Мауфф — Фусс
- Андре Хеннике — Анди
- Анна-Лена Кленке — молодая мать

## Восприятие
Фильм получил положительные отзывы кинокритиков. На сайте Rotten Tomatoes фильм имеет рейтинг 82 % на основе 68 рецензий со средней оценкой 7,3 из 10. На сайте Metacritic фильм получил оценку 77 из 100 на основе 25 рецензий.

## Награды и номинации
- 2015 — три приза Берлинского кинофестиваля: «Серебряный медведь» за выдающийся художественный вклад (Стурла Брандт Грёвлен за операторскую работу), приз Гильдии немецких артхаусных кинотеатров, приз читательского жюри Berliner Morgenpost (оба — Себастьян Шиппер).
- 2015 — участие в конкурсной программе Сиднейского кинофестиваля.
- 2015 — 4 номинации на премию Европейской киноакадемии: лучший европейский фильм (Себастьян Шиппер, Ян Дресслер), лучший европейский режиссёр (Себастьян Шиппер), лучшая европейская актриса (Лайа Коста), приз зрительских симпатий (Себастьян Шиппер).
- 2015 — 6 премий Deutscher Filmpreis: лучший художественный фильм (Себастьян Шиппер, Ян Дресслер), лучший режиссёр (Себастьян Шиппер), лучшая мужская роль (Фредерик Лау), лучшая женская роль (Лайа Коста), лучшая операторская работа (Стурла Брандт Грёвлен), лучшая музыка к фильму (Нильс Фрам). Кроме того, лента получила номинацию в категории «лучший звук».
- 2015 — премия кинокритиков на Норвежском кинофестивале (Себастьян Шиппер).
- 2017 — две номинации на премию Лондонского кружка кинокритиков: лучший зарубежный фильм года, лучшее техническое достижение года (Стурла Брандт Грёвлен за операторскую работу).